# الراجف (معان)
الراجف منطقة سكنية تقع في لواء البتراء، محافظة معان في الأردن. تنتمي المنطقة لقضاء البتراء الذي يضم 12 منطقة. يقدر عدد سكانها بـ 4,563 نسمة حسب الإحصاء التقديري لعام 2019.